# Garfield (Washington)
Garfield es un pueblo ubicado en el condado de Whitman en el estado estadounidense de Washington. En el año 2000 tenía una población de 641 habitantes y una densidad poblacional de 368,3 personas por km².

## Geografía
Garfield se encuentra ubicada en las coordenadas 47°0′33″N 117°8′31″O / 47.00917, -117.14194.

## Demografía
Según la Oficina del Censo en 2000 los ingresos medios por hogar en la localidad eran de $36.250, y los ingresos medios por familia eran $41.923. Los hombres tenían unos ingresos medios de $32.917 frente a los $22.222 para las mujeres. La renta per cápita para la localidad era de $17.804. Alrededor del 12,9% de la población estaban por debajo del umbral de pobreza.